# Уваровы
Ува́ровы  — графские и дворянские роды татарского происхождения.

## Исторические записи
При подаче документов 12 октября 1686 для внесения рода Уваровых в Бархатную книгу была предоставлена родословная роспись Уваровых и послушная грамота 1612 года, данная стрелецкому сотнику Ермолаю Владимировичу Уварову на сельцо Серковское в Подгородском стане Алексинского уезда.
Эта отрасль[уточнить] внесена в VI часть родословных книг Тульской, Харьковской и Тверской губерний.
Кроме того, есть ещё род Уваровых, восходящий к половине XVII века и внесенный в родословную книгу Симбирской губернии.
Ещё один род — потомки Ивана Тимофеевича Уварова, лейб-компании гренадера, дворянство которому пожаловано 25.11.1751.

## Происхождение и история рода
Происходит от выехавшего из Большой Орды к великому князю Василию Дмитриевичу мурзы Минчака Косаевича, в крещении Симеона. У него были дети: Давыд, Злоба, Оркан переименованный позже Оринкою и Увар. От них пошли: Давыдовы-Минчаки, Злобины, Оринкины, один из его сыновей, Увар Симеонович, был родоначальником Уваровых. Потомки его были испомещены во Пскове, откуда в половине XVI века переведены на поместья в Белёв.
Федот Алфимович Уваров был воеводой в Алексине при царе Алексее Михайловиче. Александр Артамонович (1846), флигель-адъютант императрицы Екатерины II, сподвижник Суворова, отличился при взятии Измаила. Этот род Уваровых внесён в V и VI части родословной книги Тульской и Московской губерний.
Другая отрасль или, быть может, другой род Уваровых происходит от жившего в начале XVI века Александра Уварова, потомки которого служили по Кашире. Из этой отрасли Фёдор Петрович Уваров (1769—1824) был генерал-адъютантом, командиром гвардейского корпуса и членом Государственного Совета. Его двоюродный племянник Сергей Аполлонович Уваров (1847—1900) был волынским губернским предводителем дворянства. Сыновья последнего Владимир (1881—1959) и Сергей (1885—1932) были уездными предводителями дворянства в губерниях Юго-Западного края.

## Графы Уваровы
Именным указом (01 июля 1846) императора Николая I, министр народного просвещения (1833-1848), действительный тайный советник Сергей Семёнович Уваров в признательность к его трудам и заслугам, возведён с потомством в графское Российской империи достоинство, на которое (29 декабря 1850) пожалована грамота.

#### Известные представители графского рода
- Уваров, Фёдор Семёнович (1786—1845) — генерал-майор, участник Отечественной войны 1812 года.

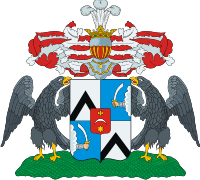
Герб рода Уваровых

- Уваров, Алексей Сергеевич (1828—1884) — русский археолог, граф.
- Уварова, Прасковья Сергеевна (1840—1924) — русский учёный, историк, археолог. Жена археолога Алексея Уварова.
- Уваров, Алексей Алексеевич (1859—1913) — общественный деятель и политик, член III Государственной думы от Саратовской губернии.

## Описание гербов

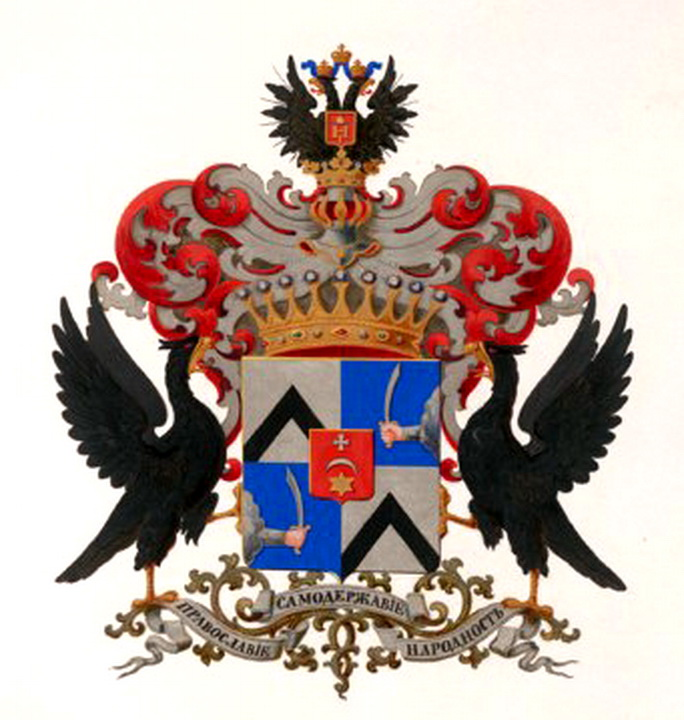
Герб графов Уваровых

#### Герб. Часть V. № 33
Герб рода Уваровых потомков Минчака Касаевича: в щите, разделённом на четыре части, посередине находится красный щиток, в котором изображён золотой крест, а под ним серебряная луна рогами вниз к золотой шестиугольной звезде обращённая (изм. польский герб Мурделио). В первой и четвёртой частях в серебряном поле поставлено по одному чёрному стропилу. Во второй и третьей частях в голубом поле видна из облака выходящая рука в латах с мечом (польский герб Малая Погоня). Щит увенчан дворянским шлемом и короной с тремя страусовыми перьями. Намёт на щите голубой, подложенный серебром. Щитодержатели: два чёрных одноглавых орла.

#### Герб. Часть XI. № 16.
Герб графов Уваровых: щит поделён на четыре части. В середине — малый щиток. В 1 и 4 частях в серебряном поле — чёрное стропило. Во 2 и 3 частях в голубом поле — выходящая из серебряных облаков рука в серебряных латах держит серебряный с золотой рукояткой выгнутый меч. В малом щитке, в красном поле — серебряный полумесяц рогами вниз, под ним золотая шестиконечная звезда, над ним серебряный равноконечный крест. Над щитом — графская корона и графский коронованный шлем. Нашлемник — взлетающий чёрный императорский орёл, на его груди красный с золотой каймой щиток с вензелем императора Николая I. Намёт красный с серебром. Щитодержатели: два чёрных орла с красными глазами и языком, с золотыми клювами и лапами. Девиз: «ПРАВОСЛАВИЕ, САМОДЕРЖАВИЕ, НАРОДНОСТЬ», — чёрными буквами на серебряной ленте.

## Известные представители
- Уваров Илья Иванович - дьяк, воевода на Двине (1608-1609).
- Уваров Фёдор Владимирович - воевода в Тетюшках (1615-1616), в Мангазее (1623).
- Уваров Игнатий Андреевич - воевода в Верхотурье (1625-1627), в Путивле (1630-1633).
- Уваровы: Иван и Гаврила Ивановичи - каширские городовые дворяне (1627-1629).
- Уваров Семён Матвеевич - стольник патриарха Филарета (1627-1629).
- Уваровы: Фёдор Фёдорович, Фёдор Владимирович, Яков и Никита Ивановичи, Павел Михайлович, Иван Андреевич, Иван Курбатович, Андрей Романович - московские дворяне (1627-1640).
- Уваров Андрей Онуфриевич - воевода в Красноярске (1627).
- Уваров Яков Иванович - воевода в Кетском остроге (1635).
- Уваров Фёдор Фёдорович - воевода в Енисейске (1646-1647).
- Уваров Василий Епифанович - воевода в Воронеже (1668-1670)
- Уваровы: савва Фёдорович, Фёдор и Михаил Яковлевичи, Елизар Михайлович - стряпчие (1658-1592)
- Уваровы: Степан Васильевич, Степан Епифанович, Салтан Никитич, Михаил Григорьевич Большой, Киприян Семёнович, Родион и Иван Фёдоровичи - московские дворяне (1671-1692).
- Уваровы: Семён Васильевич, Михаил Фадеевич, Михаил Елизарович, Иван Иванович, Алексей Фёдорович, Григорий Никифорович, Григорий Степанович, Филипп и Данила Кирилловичи, Михаил и Иван Григорьевичи — стольники (1686-1692)[6].
- Уваров, Александр Фёдорович (1745—1811) — генерал-поручик, участник русско-турецких войн.
- Уваров, Фёдор Петрович (1769—1824) — боевой генерал.
- Уваров, Фёдор Алексеевич (1866—1954) — председатель Можайской уездной земской управы, член Государственного совета по выборам.
- Уваров, Игорь Алексеевич (1869—1934) — земский деятель, член Государственного совета по выборам.
- Уваров, Борис Петрович (1889—1970) — русский энтомолог, член Лондонского королевского общества[7].